# Protoplophora palpalis
Protoplophora palpalis är en kvalsterart som beskrevs av Berlese 1910. Protoplophora palpalis ingår i släktet Protoplophora och familjen Protoplophoridae. Inga underarter finns listade i Catalogue of Life.